# Клан Ролло

Нашоломник клану Ролло.

Герб вождів клану Ролло.

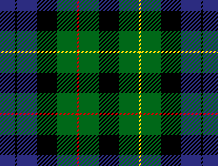
Тартан клану Ролло.

Клан Ролло (шотл. - Clan Rollo) - один з кланів рівнинної частини Шотландії - Лоулендсу. 
Гасло клану: La fortune passe partout - Фортуна приходить всюди (фр.)
Землі клану: Пертшир
Вождь клану: Девід Ерік Говард Ролло - XIV лорд Ролло, V барон Даннінг
Резиденція вождя клану: Замок Піткайрнс-хаус (шотл. - Pitcairns House)

## Історія клану Ролло

### Походження клану Ролло
Рід вождів клану Ролло норманського походження. Вожді клану Ролло походять від вікінгів, які робили напади на узбережжя Шотландії у VII - VIII століттях з метою грабунку. Один з цих ватажків вікінгів звався Рольф або Роллон. Його нащадок Сігурд Ролло перейшов від грабіжних наскоків до завоювання територій. Він став ярлом (королем, повелителем) Оркнейських та Шетландських островів. Його син - Ейнар Ролло теж був вікінгом і робив набіги на різні райони Шотландії і мав ще свою резиденцію в Норвегії. Але всі його володіння були спустошені королем Норвегії Гаральдом Прекрасноволосим. Ейнар тоді вирішив захопити землі на північному узбережжі Франції - в майбутній Нормандії. Він захопив землі і став герцогом Нормандії під іменем Роберта І. Серед його нащадків були і герцоги Нормандії, що брали участь у завоюванні Англії в 1066 році. Про походження вікінга Роллона або Рольфа ведуться дискусії серед істориків - від яких вікінгів походять вожді клану Ролло - від норвезьких чи данських. Є версія, що Роллон був сином Регнвальда Ейстейнссона - засновника графства Оркні на Оркнейських та Шетландських островах.  
Ерік Ролло - нащадок ярлів Ролло був племінником Вільгельма Завойовника - Вільгельма І Бастарда, що завоював Англію в 1066 році. Ерік Ролло за участь у цьому поході отримав землі і замки в Англії. Він прожив близько 100 років. Онук Еріка Ролло - Річард Ролло супроводжував майбутнього короля Шотландії Девіда І, коли він покинув двір короля Англії і вирушив в Шотландію зайняти трон шотландських королів. З королем Девідом І в Шотландію переселилось багато норманських кланів (аетів). 
Перша історична згадка про клан Ролло в Шотландії відноситься до 1141 року. У цьому році вождь клану Ролло згадується у грамоті щодо земельної власності, яка була підписана Робертом де Брюсом.

### XIV - XV століття
Шотландський історик Блек згадує у своїх працях різні варіанти написання назви клану Ролло. Роберт Роллохе (гельск. - Robert Rolloche) отримав у нагороду за службу від короля Шотландії Девіда II у 1369 році землі недалеко від Перту. До 1380 року Джон Роллок (гельск. - John Rollock) з клану Ролло був секретарем короля Девіда II, графа Палатіна Стратерна, брата короля Шотландії Роберта II. За службу він отримав королівську грамоту на володіння землями Дункруб (гельск. - Duncrub). Син Джона Ролло - Дункан Ролло Дункруб був державний скарбничим. Він помер у 1419 році.  

### XVI століття - англо-шотландські війни
26 серпня 1511 року Вільям Ролло Дункруб отримав королівську грамоту на володіння землями - з того часу ці землі стали його вотчиною, а він отримав титул барона. Він загинув під час битви під Флодден у 1513 році разом зі своїм сином Робертом Ролло. Маєтки і землі успадкував Едрю Ролло. Він одружився з зі своєю кузиною Маріон, що була спадкоємицею Девіда Ролло Манмурського. Один з молодших синів Ендрю Ролло - Пітер Ролло став єпископом Данкельда та головою суду. Його онук - сер Ендрю Ролло був посвячений в лицарі королем Шотландії Джеймсом VI.

### XVII століття - громадянська війна на Британських островах
Клан Ролло і його вожді під час громадянської війни були прихильниками роялістів і короля Карла І. Їх відданість короні була нагороджена королем Карлом II. Сер Ендрю Ролло отримав титул лорда Ролло Дункруб в січні 1651 року в Перті. Лідер республіканців і диктатор Британських островів Олівер Кромвель контролював Шотландію в 1654 році. Він оштрафував клан Ролло на 1000 фунтів стерлінгів за прихильність до роялістів. П’ятий син лорда Ролло - сер Вільям Ролло був обдарованим військовим. Він був лейтенантом в армії роялістів під командуванням Джеймса Грема - І маркіза Монтроз. Він командував лівим крилом королівської армії під час битви під Абердіном у 1644 році. Він слідував за маркізом Монтроз у його знаменитому поході через гори на битву з Арчібальдом Кемпбеллом - І маркізом Аргайлу. Несподіваний удар призвів до поразки графа Аргайлу під час битви під Інверлохі у 1645 році. Сер Вільям Ролло брав участь у битві під Філіфау, де роялісти були розбиті ковенанторами. Вільям Ролло потрапив в полон, був засуджений за «державну зраду» і втратив голову на ешафоті в Глазго у жовтні 1645 році. 
Ендрю Ролло - III лорд Ролло підтримав Славну революцію 1688 році, коли був скинутий з трону король Англії і Шотландії Якоб II і на трон зійшов принц Оранський та королева Мері II. 

### XVIII століття - повстання якобітів
Незважаючи на те, що III лорд Ролло підтримав Вільгельма Оранського, брат лорда Ролло - Роберт Ролло був переконаним якобітом, брав участь у полюванні біля Абойну в серпні 1715 року, яке насправді було не полюванням, а зібранням змовників. Роберт Ролло взяв участь у повстанні якобітів, брав участь у битві під Шеріффмуйр. Після поразки він здався урядовим військам разом з маркізом Хантлі, вождем клану Гордон і вождем клану Грант. Він був кинутий за ґрати і був помилуваний в 1717 році. Роберт Ролло мав семеро дітей, помер від старості в маєтку Дункруб у 1758 році. 
Під час війни за австрійську спадщину син Роберта Ролло - Ендрю Ролло - V лорд Ролло був професійним військовим. Він брав участь у битві під Деттінгеном у 1743 році. 
Під час Семирічної війни V лорд Ролло командував 22-гим британським піхотним полком у 1758 році. Він воював під командуванням  генерала Мюррея в Канаді і відіграв важливу роль в завоюванні Канади Великою Британією. У 1759 році він захопив острів Домініка в Карибському морі, що був сильно укріплений. У 1760 році він отримав військове звання бригадного генерала. Ще два роки він воював у Карибському морі. Велика Британія за ці роки захопила острови Барбадос та Мартиніку. Але клімат сильно нашкодив його здоров’ю і він повернувся в Англію в 1762 році і помер в Лестері в 1765 році. 
VII лорд Ролло воював в Індії, відзначився під час облоги Пондічеррі, де він продемонстрував силу британської морської піхоти. Джон Ролло - VIII лорд Ролло був офіцером III гвардійського шотландського піхотного полку. Він воював на континенті у 1793 та у 1795 роках. 